# 橘仔
橘仔（英語：Orangey）是一只雄性橘色虎斑猫，是由美国驯兽师弗兰克·因所训练的动物演员。
橘仔于1950年代至1960年代初曾多次在影视剧中亮相。它因在1951年《捉猫笑史》与1961年《第凡內早餐》中的表现而两度获得有动物界奥斯卡獎之称的帕特茲獎。它也是唯一两获该奖的动物演员。此外，它还出演过1957年《不可思议的收缩人》、1959年《安妮日记》等電影。